# Amaghou
L'Amaghou (en arménien : Ամաղու) est une petite rivière d'Arménie se jetant dans l'Arpa, et donc un sous-affluent de la Koura par l'Araxe. 

## Présentation
Sa haute vallée, comportant des gorges, de nombreuses grottes et le monastère de Noravank, a été placée en 1996 par l'Arménie sur sa liste indicative du Patrimoine mondial de l'UNESCO.